# Pedro Humberto Allende
Pedro Humberto Allende Sarón (ur. 29 czerwca 1885 w Santiago, zm. 16 sierpnia 1959 tamże) – chilijski kompozytor.

## Życiorys
W latach 1889–1908 kształcił się w Conservatorio Nacional de Música w Santiago, następnie pracował jako nauczyciel muzyki. W latach 1908–1910 odbył podróż do Francji i Hiszpanii. Uczestniczył jako delegat w międzynarodowych kongresach folklorystycznych w Pradze (1928) i Barcelonie (1929). Od 1930 do 1950 roku wykładał w Conservatorio Nacional de Música. Uhonorowany został Premio Nacional de Arte (1945).
Był przedstawicielem kierunku narodowego w muzyce chilijskiej, w swojej twórczości wykorzystywał elementy chilijskiego folkloru muzycznego, widoczne zwłaszcza w typowo ludowej rytmice. Był też autorem zbiorów i opracowań pieśni ludowych, dokonał pionierskich rejestracji fonograficznych tradycyjnej muzyki Indian Mapuche. Jako kompozytor nawiązywał do dorobku impresjonistów, w jego utworach widoczne są wpływy Debussy’ego, Ravela i Granadosa.
Opublikował podręcznik harmonii Método original de iniciación musical (wyd. Santiago 1937).

## Wybrane kompozycje
(na podstawie materiałów źródłowych)

### Utwory orkiestrowe
- Uwertura G-dur (1904)
- Symfonia b-moll (1910)
- Escenas campesinas chilenas (1913)
- Koncert wiolonczelowy (1915)
- poemat symfoniczny La voz de las calles (1921)
- Koncert skrzypcowy (1942)
- Koncert fortepianowy (1945)

### Utwory kameralne
- Kwartet smyczkowy (1945)

### Utwory fortepianowe
- 3 sonaty (1906–1915)
- 12 tonadas de carácter popular chileno (1918–1922)

### Utwory wokalno-instrumentalne
- La despedida na 2 soprany, kontralt i orkiestrę (1934)